# Kolonia Jemieliste
Kolonia Jemieliste – niestandaryzowana nazwa kolonii wsi w Polsce położona w województwie mazowieckim, w powiecie ostrołęckim, w gminie Goworowo.

## Historia
Dawniej folwark.
W latach 1921–1939 ówczesny folwark leżał w województwie białostockim, w powiecie ostrołęckim, w gminie Goworowo.
Według Powszechnego Spisu Ludności z 1921 roku folwark zamieszkiwały 73 osoby w 3 budynkach mieszkalnych. W latach międzywojennych majątek ziemski posiadał Ludwik Górski (468 mórg) i Z. Górski (235). Miejscowość należała do parafii rzymskokatolickiej w Goworowie. Podlegała pod Sąd Grodzki w Ostrołęce i Okręgowy w Łomży; właściwy urząd pocztowy mieścił się w Goworowie.
W wyniku agresji niemieckiej we wrześniu 1939 wieś znalazła się pod okupacją niemiecką. Od 1939 do wyzwolenia w 1945 włączona w skład Generalnego Gubernatorstwa.
W latach 1975–1998 miejscowość administracyjnie należała do województwa ostrołęckiego.